# Factum Arte
Factum Arte là một công ty có trụ sở tại Madrid, Milan và London tìm cách xây dựng cầu nối giữa các công nghệ mới và kỹ năng thủ công trong việc bảo tồn di sản văn hóa và nghệ thuật đương đại. Bằng cách sử dụng các loại máy quét 3D có độ phân giải cao, Factum Arte đã có thể ghi lại, ở dạng kỹ thuật số sử dụng thiết bị không tiếp xúc, một số địa điểm/ đối tượng có nguy cơ tuyệt chủng về văn hóa. Điều này được thực hiện cùng với Tổ chức Factum về Công nghệ số trong Bảo tồn, nhằm thúc đẩy việc sử dụng máy quét 3D không tiếp xúc để ghi lại các bộ sưu tập bảo tàng và di tích lịch sử, đặc biệt là ở những khu vực có nguy cơ.
Ngoài các đối tượng được ghi lại, Factum Arte có thể sử dụng dữ liệu kỹ thuật số để tạo một bản sao chính xác của đối tượng theo tỷ lệ 1: 1. Vào năm 2014, Factum Arte đã hoàn thành việc cài đặt một bản sao chính xác của ngôi mộ của Tutankhamun trong Thung lũng các vị vua ở Luxor, gần nhà của Howard Carter. Bản sao, và sự gần gũi của nó với ngôi mộ ban đầu, được dự định để kích động một cuộc tranh luận về bảo tồn; Giám đốc của Factum Arte, Adam Lowe, đã nói rằng: "Ngôi mộ của Tutankhamun được xây dựng để tồn tại mãi mãi, nhưng nó không được xây dựng để được viếng thăm".
Trong những năm qua, Factum Arte đã làm việc với các tổ chức như Bảo tàng Anh ở London, Bảo tàng Louvre ở Paris, Bảo tàng Pergamon ở Berlin, Museo del Prado ở Madrid và Hội đồng khảo cổ tối cao ở Ai Cập. Ngoài công việc của mình trong lĩnh vực di sản văn hóa, Factum Arte còn hỗ trợ một loạt các nghệ sĩ đương đại trong việc tạo ra các tác phẩm nghệ thuật khó khăn và sáng tạo về nghệ thuật.

## Lịch sử
Factum Arte được thành lập vào năm 2001 bởi các nghệ sĩ Adam Lowe, Manuel Franquelo và Fernando Garcia-Guereta để tạo điều kiện cho việc ghi lại mộ của Seti I và làm việc với một số nghệ sĩ bao gồm Marc Quinn và Anish Kapoor. Dự án Seti liên quan đến việc thiết kế và xây dựng máy quét laser 3D, phần mềm và thiết bị chụp ảnh để ghi lại các bức tường của ngôi mộ ở độ phân giải cao.

## Các dự án lịch sử đáng chú ý

### Ngôi mộ của Seti I
Factum Arte được thành lập vào năm 2001 để tạo thuận lợi cho sự phát triển của công nghệ cần thiết đặc biệt cho việc ghi lại các ngôi mộ của Seti I.
Ngôi mộ của Seti được nhiều người coi là ngôi mộ ấn tượng và lịch sử quan trọng nhất trong Thung lũng các vị vua. Được phát hiện bởi Giovanni Battista Belzoni vào tháng 10 năm 1817, ngôi mộ của Pharaoh Seti I là lâu đời nhất và là một trong những ngôi mộ được trang trí nhiều nhất trong Thung lũng các vị vua. Mặc dù đang trong tình trạng tuyệt vời khi phát hiện của nó, ngôi mộ hiện đang đóng cửa cho du khách đến thung lũng do tình trạng xấu đi của nó trong những năm qua. Ngoài việc loại bỏ các tấm tường, và mất sơn do thạch cao thế kỷ 19, ngôi mộ đã bị sụp đổ và nứt do thám hiểm tìm kiếm các buồng ẩn trong những năm 1950 và 60 gây ra những thay đổi về mức độ ẩm của đá xung quanh.

### Lăng mộ Thutmose III
Factum Arte được ủy nhiệm bởi United Exhibits Group để thực hiện một bản sao 1: 1 của lăng mộ Thutmose III vào năm 2002. Bản sao được triển lãm ở nhiều bảo tàng ở Hoa Kỳ từ tháng 11 năm 2002 đến tháng 12 năm 2007. Năm 2005, một bản sao thứ hai của ngôi mộ được trưng bày ở Madrid, Edinburgh và Basel có tựa đề Immortal Pharaoh: Lăng mộ Thutmose III (Edinburgh) và Ngôi mộ Thutmose III: Những giờ tối của mặt trời (Madrid và Basel).
Ngôi mộ của Thutmose III là phiên bản hoàn chỉnh lâu đời nhất trong câu chuyện của Amduat Ai Cập, cuộc hành trình mà Thần Mặt Trời trải qua suốt những giờ đêm.

### Lăng mộ Tutankhamun
Bản sao của lăng mộ được lắp đặt bên ngoài Conrad Hotel ở Cairo cho Hội nghị thượng đỉnh kinh doanh và du lịch EU-Ai Cập và được công bố bởi Catherine Ashton, Đại diện cao cấp của Liên minh Ngoại giao châu Âu vào tháng 11 năm 2012 như một món quà cho người dân Ai Cập, trùng với kỷ niệm 90 năm phát hiện của ngôi mộ.
Vào năm 2014, Factum Arte đã lắp đặt bản sao trong Thung lũng của các vị vua, bên cạnh nhà của Howard Carter, nhà tư vấn của công trường xây dựng nơi mà bản sao được lắp đặt là "Tarek Waly center architecture and heritage". Nó được tiết lộ bởi Bộ trưởng Bộ cổ vật Mohamed Ibrahim, Bộ trưởng Bộ Du lịch Hisham Zazou, Thống đốc Luxor Tarek Saad el Din và Đại sứ EU James Moran. Mục đích của bản sao là để thông báo cho du khách đến thung lũng về tầm quan trọng của việc bảo tồn và để nâng cao nhận thức về tình trạng suy thoái của các ngôi mộ kể từ khi họ mở cửa cho khách du lịch.
Vào tháng 8 năm 2015, nhà Ai Cập học Nicholas Reeves đã xuất bản một bài báo mà trong đó ông đưa ra giả thuyết về sự hiện diện của ngôi mộ của Nefertiti như đang đứng sau một trong những bức tường của lăng mộ của Tutankhamun. Reeves dựa trên lý thuyết của ông về các dấu hiệu ông quan sát trên tường trong dữ liệu được ghi lại bởi Factum Arte. Vào tháng 9 năm 2015, tờ báo Ai Cập Ahramđã báo cáo rằng các buổi kiểm tra đầu tiên đã xác nhận sự tồn tại của các dấu hiệu tường được quan sát bởi Reeves trong dữ liệu của Factum Arte. Cùng một bài viết báo cáo rằng kết quả của các buổi kiểm tra tiếp theo sẽ được công bố vào ngày 4 tháng 11 năm 2015; cùng ngày mà ngôi mộ được phát hiện vào năm 1922.

### Phòng ngai vàng của Ashurnasirpal II
Năm 2004, trong Chiến tranh vùng Vịnh lần thứ hai, Factum Arte và công ty Đan Mạch United Exhibits Group (UEG) bắt tay vào một dự án để ghi lại, và tạo một bản sao của căn phòng ngai vàng của Ashurnasirpal II tại thành phố cổ Nimrud. Những mảnh vỡ của phòng ngai vàng tồn tại trong các bộ sưu tập của nhiều bảo tàng ở châu Âu và Hoa Kỳ. Factum Arte được phép ghi lại những mảnh vỡ này tại Bảo tàng Anh, Pergamon ở Berlin, Dresden, Harvard và Princeton.
Thật không may, vào thời điểm đó, Iraq được coi là quá nguy hiểm để gửi một nhóm ra để ghi lại những mảnh còn lại trong Nimrud. Vào năm 2015, các chiến binh Nhà nước Hồi giáo Iraq và Levant ở miền Bắc Iraq đã phá hủy nhiều tác phẩm nghệ thuật còn lại trong đống đổ nát của cung điện Nimrud. Trong khi ghi lại những mảnh vỡ này trong năm 2005 sẽ không ngăn cản sự hủy diệt của họ bởi ISIS, nó sẽ giúp các đại lộ mở rộng hơn để nghiên cứu sâu hơn thông qua dữ liệu 3D có độ phân giải cao, và trình bày khả năng tái hợp các mảnh vỡ dưới dạng bản sao.

### Tiệc cưới tại Cana
Vào tháng 11 năm 2007, bản sao của đám cưới tại Cana (1563) của Factum Arte, của Paolo Veronese, được Cini Foundation trình bày ở vị trí ban đầu của bức tranh, nhà ăn của Andrea Palladio cho Tu viện San Giorgio Maggiore, Venice. Bức tranh nguyên thủy, được ủy nhiệm năm 1562, được quân cách mạng Pháp của Napoléon cầm đầu năm 1797 và gửi đến Bảo tàng Louvre, nơi nó treo đối diện với Mona Lisa. Bản sao được đưa vào năm 2006 bởi Fondazione Giorgio Cini và sau một thỏa thuận với bảo tàng Louvre, các kỹ thuật viên của Factum Arte được phép quét bức tranh vào ban đêm. Corriere della Sera gọi là một "bước ngoặt trong nghệ thuật".

### Piranesi
Vào năm 2010, Quỹ Cini đã ủy quyền cho việc hình dung và sản xuất các vật thể được thiết kế bởi nghệ sĩ và nhà sưu tập đồ cổ thế kỷ 18 Giambattista Piranesi. Dự án được hình thành bởi Adam Lowe, Michele de Lucchi, và John Wilton-Ely và được trưng bày tại Quỹ Cini trên đảo San Giorgio Maggiore cho Venice Biannale. Các vật thể này sau đó được lưu diễn cho các cuộc triển lãm ở Madrid, Barcelona và San Diego
Vào tháng 3 đến tháng 5 năm 2014, Factum Arte đã trưng bày bộ truyện tại Bảo tàng Sir John Soane ở London. Manieri đa dạng: Piranesi, Fantasy và Excess nhằm khám phá mối quan hệ giữa Sir John Soane và Piranesi. Các vật thể được thể hiện trong các bản in, bản vẽ và sách trong thư viện của Soane.
Các đối tượng được hình dung dưới dạng kỹ thuật số từ thiết kế của Piranesi và sau đó được tái cơ cấu theo ba chiều trong các vật liệu được chỉ định trong thiết kế. Việc chế tạo các vật thể liên quan đến nhiều phương pháp bao gồm in li-tô lập thể, phay, mô hình lắng đọng nóng chảy, tạo hình điện và mạ điện, ngoài một loạt các công nghệ đúc và đúc khuôn

### Polittico Griffoni
16 bảng của Polittico Griffoni đã từng hình thành bàn thờ của Nhà thờ San Petronio ở Bologna. Nó được coi là một trong những bàn thờ vĩ đại nhất của Trường thế kỷ 15 Bolognese. Các tấm ban đầu được vẽ bởi Francesco del Cossa và Ercole De Roberti. Các tấm bảng, được loại bỏ vào năm 1725, hiện đang nằm rải rác trong các bảo tàng khác nhau ở Ý, Vương quốc Anh, Hoa Kỳ, Pháp, Hà Lan và Thành Vatican.
Sử dụng máy quét 3D Lucida, được thiết kế bởi Manuel Franquelo, Factum Arte và Tổ chức Factum về Công nghệ kỹ thuật số trong Bảo tồn đã phối hợp với San Petronio Basilica để ghi lại, tái tạo và tái hợp các bảng như một bản sao ở vị trí ban đầu của chúng.

### Các dự án khác
Các dự án khác trong lĩnh vực bảo tồn văn hóa bao gồm:
- Bản sao của Dama de Elche tại Museo Arqueológico Nacional ở Madrid, 2004
- Bản số hóa của Beato Emilianense tại Biblioteca Nacional ở Madrid, 2005
- Los Caprichos bởi Francisco de Goya tại Calcografía Nacional ở Madrid, 2005
- Bản sao của Las Bodas de Comancho của Joseph Maria Sert tại Cámara de Comercio ở Madrid, 2005
- Sư tử vàng của Matteo de Bonarelli tại bảo tàng Museo del Prado ở Madrid, 2005
- Bức ảnh Ba Tư 1912-1914 của Alexander Iyas 2006
- Bản sao của bức tượng Seneca và Nero của Eduardo Barrón tại Museo del Prado ở Madrid, 2006
- Bản sao của Tiệc Ly của Leonardo da Vinci tại Santa Maria delle Grazie, cho một buổi trình diễn video trực tiếp của Peter Greenaway, được thực hiện bởi Change Performing Arts, 2008
- Ghi hình 3D và màu sắc của Hôn nhân của Đức Trinh Nữ bởi Raphael phối hợp với Change Performing Arts, Peter Greenaway và Bảo tàng Brera, 2008
- Bản sao của các bức tranh của Caravaggio cho Trung tâm Nghiên cứu Caravaggio ở thị trấn Caravaggio. Phối hợp với Quỹ Cini, 2010
- Bản sao của Sala Bologna trong Cung điện Vatican cho Museo della Cittá, Bologna, 2011
- Tu viện La Mã ở nhà thờ Tudela ở Navarra, 2012
- Quét Paolina Borghese của Canova, còn được gọi là Pauline Bonaparte vai Venus Victrix tại Galeria Borghese ở Rome, 2013
- Quét Mappa Mundi Hereford tại Nhà thờ Hereford, Vương quốc Anh 2013
- Quét Bản đồ Gough tại Thư viện Bodleian ở Oxford, Vương quốc Anh 2013
- Bản sao của một bức tranh gia đình của Henry VII với St George và Rồng tại Nhà Stawberry Hill, 2014
- Quét mặt tiền của Nhà thờ San Petronio, Bologna, 2011-2015[2]

## Công nghệ
Factum Arte đã phát triển một số công nghệ để tạo thuận lợi hơn cho việc ghi âm và sản xuất các đối tượng.

### Ví dụ
- Máy quét Laser Lucida 3D - Được xây dựng và thử nghiệm bởi đồng sáng lập và nghệ sĩ Manuel Franquelo của Factum Arte, hệ thống Lucida có khả năng quét bề mặt, không tiếp xúc và với độ sâu trường 2,5 cm ở độ phân giải 100 micron.[37] Máy quét được thiết kế để di động, và dễ dàng thiết lập và vận hành; với mục đích làm cho việc ghi lại các đối tượng và địa điểm trở nên khả thi và dễ tiếp cận hơn cho cả cá nhân và tổ chức.
- Máy in xi măng - máy in xi măng, được thiết kế bởi kỹ sư Dwight Perry, nhằm mục đích in một cấu trúc bê tông 3 chiều trực tiếp từ các tệp CAD. Một mẫu thử nghiệm đã được trưng bày tại triển lãm GENESIS, về di truyền học, tại Bảo tàng Centraal ở Utrecht năm 2007. Vào năm 2009, nghệ sĩ Anish Kapoor đã sử dụng nguyên mẫu thứ hai của máy in như một cuộc điều tra về những cách thức phát triển mới. Kapoor sử dụng kết quả thử nghiệm của mình như một mảnh, mang tên "Greyman Cries, Shaman Dies, Billowing Smoke, Beauty Evoked", trong triển lãm cá nhân của mình tại Học viện Hoàng gia ở London. Tầm nhìn và quá trình của Kapoor được trình bày chi tiết trong cuốn sách Unconformity and Entropy, do Turner Books xuất bản năm 2010 - ISBN 978-8475068916.[38] Máy in xi măng hiện đang được phát triển tại hội thảo của Factum Arte ở Madrid.

### Cộng tác
Factum Arte hợp tác với một số lượng lớn các công ty và cá nhân từ ngành công nghiệp công nghệ và giới nghệ thuật.

#### Nghệ sĩ
Factum Arte đã thực hiện các dự án với nhiều nghệ sĩ sau đây:
- Marc Quinn
- Anish Kapoor
- Grayson Perry
- Mariko Mori
- Marina Abramovic
- El Anatsui
- Rachid Koraichi
- Conrad Shawcross
- Matt Collishaw
- Paula Crown
- Maya Lin
- Boris Savelev
- Carlos Garaicoa
- Louise Bourgeoise
- Gabriel Orozco[39]

## Danh sách triển lãm
- Las Horas Oscuras del Sol - Madrid,Museo Arqueologico de Madrid, 2004, phối hợp với Quỹ Fundación Santander Central Hispano
- Pharaoh bất tử - Edinburgh, Trung tâm nghệ thuật thành phố, 2005, phối hợp với United Exhibits Group
- Tại Pharaos Grab: Die Verborgenen Stunden der Sonne - Basel, Bảo tàng Antiken, 2006
- Editing Originality – Madrid, Betty Guereta Gallery, 2008
- Nghệ thuật của Piranesi: Kiến trúc sư, Nhà điêu khắc, Nhà sưu tầm đồ cổ, Vedutista, Nhà thiết kế - Venice, tại Venice Biennale of Architecture, 2010, phối hợp với Quỹ Cini
- Penelope’s Labour: Dệt từ và hình ảnh - Venice, Đảo San Giorgio, 2011, phối hợp với Quỹ Cini
- Las Artes de Piranesi - Madrid, Diễn đàn Caixa, 2012, phối hợp với Quỹ Cini, do Dự án Phúc lợi La Caixa tổ chức

## Sự chỉ trích
Vào năm 2013, khi đề cập đến bản sao của Lăng mộ Tutankhamun và bản sao của các hang động ở Lascaux, nhà sử học Tom Holland lên tiếng chỉ trích ý tưởng tạo ra "hàng giả" như một phương tiện để bảo vệ bản gốc:
Trong xã hội của chúng ta, có một bộ phí bảo hiểm rất lớn về tính xác thực. Rõ ràng, không có sự khác biệt giữa bản sao và bản gốc, nó sẽ không quan trọng - bạn có thể tạo một bản sao và vứt đi bản gốc. Tutankhamun và Lascaux được tạo ra bởi những người tin vào thế giới của linh hồn, người chết, và siêu nhiên. Bạn không cần phải tin vào một vị thần hay thượng đế để cảm thấy một nơi được dâng hiến và có một phẩm chất đặc biệt không thể tái tạo.